# Штуден (Берн)
Штуден (нім. Studen BE) — громада  в Швейцарії в кантоні Берн, адміністративний округ Зееланд.

## Географія
Громада розташована на відстані близько 22 км на північний захід від Берна.
Штуден має площу 2,7 км², з яких на 42,8% дозволяється будівництво (житлове та будівництво доріг), 38,8% використовуються в сільськогосподарських цілях, 17,8% зайнято лісами, 0,7% не є продуктивними (річки, льодовики або гори).

## Демографія
2019 року в громаді мешкало 3318 осіб (+17,7% порівняно з 2010 роком), іноземців було 23,6%. Густота населення становила 1215 осіб/км².
За віковим діапазоном населення розподілялося таким чином: 22,4% — особи молодші 20 років, 58,8% — особи у віці 20—64 років, 18,8% — особи у віці 65 років та старші. Було 1434 помешкань (у середньому 2,3 особи в помешканні).
Із загальної кількості 1840 працюючих 40 було зайнятих в первинному секторі, 621 — в обробній промисловості, 1179 — в галузі послуг.